# Lista odcinków serialu Dziwne przypadki w Blake Holsey High
Dziwne przypadki w Blake Holsey High – kanadyjski serial młodzieżowy, w Polsce emitowany przez stację Jetix.

## Seria 1: 2002–2003
| N/o | #  | Tytuł     | Nieoficjalny polski tytuł | Reżyseria             | Scenariusz                    | Premiera (Discovery Kids Kanada) | Premiera w Polsce (Jetix) |
| --- | -- | --------- | ------------------------- | --------------------- | ----------------------------- | -------------------------------- | ------------------------- |
| 1 | 1  | Wormhole  | Czarna dziura             | Patrick Williams      | Bruce Kalish, Jim Rapsas      | 5 października 2002              | 17 kwietnia 2004          |
| Krótko po tajemniczym zniknięciu profesora Middletona, czternastoletnia Josie Trent zamieszkuje w internacie Blake Holsey High. Niebawem okazuje się, że zaginięcie profesora spowodowane było otwarciem się tunelu czasoprzestrzennego połączonego z Czarną Dziurą w jego gabinecie. Corrine również zostaje wciągnięta przez wir, a Josie rusza jej na ratunek. Przenoszą się do Laboratoriów Pearadyne z 4 października 1987 roku, gdy ma miejsce kluczowy wybuch Laboratoriów i zaginięcie Sary Lynch.                                                                                                 |    |           |                           |                       |                               |                                  |                           |
| 2 | 2  | Invisible | Niewidzialność            | David Warry-Smith     | Jeff Biederman                | 12 października 2002             | brak danych               |
| Marshall czuje się ignorowanym i niezauważanym przez znajomych. Pragnienie poczucia się potrzebnym sprawia, że chłopak staje się dosłownie niewidzialnym. Na początku cieszy go, że może bezkarnie robić kolegom dowcipy, jednak po jakimś czasie zaczyna być to dla niego uciążliwe. Nie jest już bowiem tylko niewidzialny, zaczyna rozpływać się w powietrzu. |    |           |                           |                       |                               |                                  |                           |
| 3 | 3  | Magnet    | Magnes                    | Patrick Williams      | David Garber                  | 19 października 2002             | brak danych               |
| Wskutek eksperymentu Josie i Corrine, wokół Josie wytwarza się silne pole magnetyczne. Dziewczyna zaczyna przyciągać metale oraz poruszać przedmiotami z odległości. Sprawia jej to ogromną frajdę, gdyż może „dogryźć” Madison. Niespodziewanie jej zdolności wymykają się spod kontroli – Josie zaczyna razić prądem. |    |           |                           |                       |                               |                                  |                           |
| 4 | 4  | Thursday  | Czwartek                  | David Warry-Smith     | Lorianne T. Overton           | 16 listopada 2002                | brak danych               |
| Pedantyczna Corrine jest wściekła, gdyż idealnie zaplanowany dzień okazuje się być najgorszym w jej życiu. Dziewczyna zostaje „uwięziona” w czasoprzestrzeni i w kółko powtarza swój najgorszy dzień, nie mając możliwości zmiany jego przebiegu. Jeśli Corrine zaakceptuje go takim jakim jest, będzie mogła wrócić do teraźniejszości. |    |           |                           |                       |                               |                                  |                           |
| 5 | 5  | Lifetime  | Życie                     | David Warry-Smith     | Skander Halim                 | 23 listopada 2002                | brak danych               |
| Po ugryzieniu przez jętkę, kod genetyczny Lucasa zmienia się. Chłopak, podobnie jak owad, zaczyna bardzo szybko się starzeć i już następnego dnia budzi się jako dorosły mężczyzna. Z początku cieszy go wolność i brak zasad, jednak po pewnym czasie odkrywa, że zbyt szybkie dorastanie ma wiele wad. |    |           |                           |                       |                               |                                  |                           |
| 6 | 6  | Fate      | Fatum                     | Anthony Browne        | Jeff Biederman                | 7 grudnia 2002                   | brak danych               |
| Josie i Vaughn przez przypadek zmieniają teraźniejszość. Podróżując w czasie do roku 1977, uniemożliwiają rodzicom Vaughna poznanie się. Gdy Josie wraca do teraźniejszości, okazuje się, że nie jest już uczennicą Blake Holsey High, Victor jest nauczycielem fizyki, profesor Zachary jest kucharzem, a Vaughn nigdy się nie urodził. Josie wraca do przeszłości, by naprawić relacje między rodzicami Vaughna – Victorem i Sarą Lynch. W tym czasie Victor zabiera Josie kulę Qigong. |    |           |                           |                       |                               |                                  |                           |
| 7 | 7  | Culture   | Kultura                   | Stefan Scaini         | Joe Rassulo                   | 14 grudnia 2002                  | brak danych               |
| Josie przez przypadek tworzy swojego klona. Tymczasem w internacie z niezapowiedzianą wizytą pojawia się matka Josie – Kelly Trent. Dziewczyna jest zawiedziona, gdyż zamiast niej to klon spędza czas z dawno niewidzianą mamą. Później klon Josie, z pomocą woźnego, zostaje wysłany do innego wymiaru. |    |           |                           |                       |                               |                                  |                           |
| 8 | 8  | Radio     | Radio                     | Anthony Browne        | David Garber                  | 4 stycznia 2003                  | brak danych               |
| Lucas konstruuje odbiornik z części pochodzących z Laboratoriów Pearadyne. Wkrótce okazuje się, że radio nadaje audycje z przyszłości, a szkoła Blake Holsey High niebawem zniknie (zniknięcie spowodowane badaniami Victora Pearsona), by potem znów się pojawić i zostać zamkniętą. Kółko naukowe stara się temu zaradzić i nie dopuścić, by informacje o zniknięciu szkoły dotarły do mediów. Organizują ewakuację uczniów – z pomocą przychodzi Vaughn Pearson. |    |           |                           |                       |                               |                                  |                           |
| 9 | 9  | Storm     | Burza                     | Don McCutcheon        | Jeff Biederman, Richard Clark | 11 stycznia 2003                 | brak danych               |
| Victor Pearson żąda od Vaughna, by ten szpiegował kółko naukowe. Chłopak jest rozdarty – z jednej strony chce być lojalny wobec przyjaciół, a z drugiej nie chce zawieść ojca. Vaughn przeżywa kryzys emocjonalny, nie ma pojęcia jak postąpić. Nad jego głową dosłownie gromadzą się burzowe chmury. |    |           |                           |                       |                               |                                  |                           |
| 10 | 10 | Who?      | Kto                       | Mitchell T. Ness      | Mitchell T. Ness, John May    | 18 stycznia 2003                 | brak danych               |
| Tuż pod profesorem Zacharym otwiera się tunel. Nauczycielowi udaje się jednak z niego wydostać, lecz okazuje się, że stracił pamięć. Kółko naukowe musi pomóc mu ją odzyskać, gdyż tego dnia odbywa się komisja rewizyjna i to od niej zależy, czy profesor Zachary nadal będzie mógł uczyć w Blake Holsey High. Josie, Vaughn, Lucas i Marshall zostają przyłapani przez Victora na braniu udziału w komisji, co jest surowo zabronione. Jedynie ułożona i stosująca się do każdej zasady Corrine będzie mogła uchronić profesora Zacharego przed stratą pracy, jeśli przeszkodzi w spotkaniu dyrektorów. |    |           |                           |                       |                               |                                  |                           |
| 11 | 11 | Lost      | Zaginiony                 | David Warry-Smith     | Jeff Biederman, Bruce Kalish  | 25 stycznia 2003                 | brak danych               |
| Josie i Vaughn, pod pozorem pracy badawczej, wyruszają w kierunku murów Pearadyne, by dowiedzieć się więcej o wybuchu z 1987 roku. Silne pole elektromagnetyczne panujące na tym obszarze sprawia, że Josie i Vaughn gubią się w przestrzeni. Gdy kółko naukowe oraz profesor Zachary dowiadują się o ich zniknięciu, wraz z dyrektor Durst wyruszają na poszukiwania uczniów. Ostatecznie Josie decyduje się zboczyć z trasy, z powodu skręconej kostki Vaughna. |    |           |                           |                       |                               |                                  |                           |
| 12 | 12 | Robot     | Robot                     | Stacey Stewart Curtis | Mitchell T. Ness, John May    | 8 lutego 2003                    | brak danych               |
| Josie konstruuje robota w ramach szkolnego projektu, używając do tego celu części pochodzących z Pearadyne. Przyjaciele są zdziwieni, widząc zaangażowanie Josie w pracę nad zadaniem. Okazuje się, że robot „przejął” osobowość Josie – zachowuje się bardzo chaotycznie, niszcząc wszystko, co spotka na swojej drodze. W tym czasie w szkole odbywa się inspekcja sanitarna. |    |           |                           |                       |                               |                                  |                           |
| 13 | 13 | Shrink    | Skurczenie                | Patrick Williams      | Jeff Biederman, Bruce Kalish  | 1 marca 2003                     | brak danych               |
| Josie nie może pogodzić się ze swoim niskim wzrostem. Wkrótce jej obawy stają się realne, a dziewczyna kurczy się do kilkucentymetrowego rozmiaru. Za radą woźnego udaje się do Victora Pearsona, podsłuchując tym samym, że tego wieczoru mają odbyć się badania na terenie szkoły. Dyrektor Durst pod przykrywką szkolnej imprezy uniemożliwia uczniom udział w badaniach. Kółko naukowe wraz z profesorem Zacharym wymyka się z obowiązkowej zabawy. |    |           |                           |                       |                               |                                  |                           |

## Seria 2: 2003–2004
| N/o | #  | Tytuł        | Nieoficjalny polski tytuł | Reżyseria            | Scenariusz                           | Premiera (Discovery Kids Kanada) | Premiera w Polsce (Jetix) |
| --- | -- | ------------ | ------------------------- | -------------------- | ------------------------------------ | -------------------------------- | ------------------------- |
| 14 | 1  | Wormhole 2   | Czarna dziura 2           | Stefan Scaini        | Jeff F. King                         | 13 września 2003                 | 4 kwietnia 2005           |
| Kontynuacja poprzedniego odcinka. Josie zostaje wessana przez Czarną Dziurę, cofając się trzy godziny w przeszłość, krótko przed rozpoczęciem zabawy organizowanej przez dyrektor Durst. Jeśli Josie nie znajdzie się w pobliżu Czarnej Dziury na czas, zostanie uwięziona w alternatywnym wymiarze. W tym samym czasie matka Josie, Kelly, rozważa propozycję Victora dotyczącą ich współpracy. |    |              |                           |                      |                                      |                                  |                           |
| 15 | 2  | Pheromones   | Feromony                  | Stacy Stewart Curtis | Thérèse Beaupré                      | 20 września 2003                 | brak danych               |
| Madison startuje w wyborach do Samorządu Uczniowskiego. Josie również chce wziąć w nich udział, tylko i wyłącznie w celu pokonania nielubianej koleżanki. Josie obiecuje zmienić system oceniania w szkole i panujący tu ustrój, podczas gdy Madison, używając feromonów, przejmuje kontrolę nad szkołą. |    |              |                           |                      |                                      |                                  |                           |
| 16 | 3  | Cold         | Przeziębienie             | Stefan Scaini        | Jeffrey Alan Schechter               | 27 września 2003                 | brak danych               |
| Marshall jest przeziębiony, a jego zarazki rozprzestrzeniają się w całej szkole za pośrednictwem bezprzewodowej karty sieciowej, którą sam założył w całej szkole. Budynek szkoły zaraża się od Marshalla – sam zaczyna kichać, mieć dreszcze i gorączkę. Uczniowie, którzy zakupili od Marshalla zainfekowany system komputerowy, żądają od niego zwrotu pieniędzy. Tymczasem gęsta zielona maź oblepia całą szkołę, a temperatura pieca w piwnicy niebezpiecznie rośnie, co może doprowadzić do niekontrolowanego wybuchu. |    |              |                           |                      |                                      |                                  |                           |
| 17 | 4  | Genome       | Genom                     | Stacy Stewart Curtis | Kevin Lund, T.J. Scott               | 4 października 2003              | brak danych               |
| W klasie fizycznej przeprowadzany jest projekt na temat ludzkiego DNA. Model DNA Lucasa nieoczekiwanie zmienia się. Z „mola książkowego” staje się on nieustraszonym, pewnym siebie chłopakiem. Lucasowi brakuje samokontroli, przez co naraża się Stew Kubiakowi, który ze złości wyzywa go na pojedynek. Przyjaciele z kółka naukowego muszą znaleźć sposób na odwrócenie DNA Lucasa i niedopuszczenie do bójki między chłopakami. |    |              |                           |                      |                                      |                                  |                           |
| 18 | 5  | Brainwaves   | Fale mózgowe              | Marni Banack         | Jeff Biederman                       | 11 października 2003             | brak danych               |
| Josie niechętnie przygotowuje się do udziału w przedstawieniu szkolnym „Romeo i Julia”, gdzie ma zagrać Julię u boku Lucasa w roli Romea. Gdy Lucas postanawia zmierzyć aktywność mózgu Vaughna elektroencefalografem, ich mózgi „zamieniają się” ciałami. Vaughn ląduje w ciele Lucasa, a Lucas ląduje w ciele Vaughna. Kółko naukowe próbuje odwrócić ten proces, jednak w międzyczasie odbywa się przedstawienie. Josie cieszy się na samą myśl o pocałunku z Vaughnem w ciele Lucasa. |    |              |                           |                      |                                      |                                  |                           |
| 19 | 6  | Chemistry    | Chemia                    | Sheri Elwood         | Ian G. Saunders                      | 18 października 2003             | brak danych               |
| Na lekcji chemii uczniowie budują modele wybranych pierwiastków. Marshall poprzez działanie fali elektromagnetycznej otrzymuje cechy pierwiastka neonu. Tymczasem chłopaka odwiedza jego starszy brat Grant, który stara się o posadę u Victora Pearsona. Marshall, poprzez kolejne transformacje przyjmuje cechy tlenu, chloru i nieuchronnie zbliża się do promieniotwórczego uranu, którego ilości zawarte w jego ciele zdolne byłyby zabić wszystkich uczniów w szkole. Kółko naukowe stara się temu zaradzić – Marshall i Grant muszą wreszcie się pogodzić i szczerze porozmawiać. |    |              |                           |                      |                                      |                                  |                           |
| 20 | 7  | Ecosystem    | Ekosystem                 | David Warry-Smith    | Andrew Nicholls, Darrell Vickers     | 6 grudnia 2003                   | brak danych               |
| Josie bierze płyty CD Corrine bez pozwolenia, by zrobić jej niespodziankę z okazji urodzin. Nieświadoma niczego Corrine oskarża dziewczynę o kradzież, przez co w szkole zaczynają krążyć plotki, że Josie jest kleptomanką. Tymczasem w pracowni fizycznej ma miejsce masowe rozmnażanie się gąbek z akwarium, co staje się bardzo uciążliwe. |    |              |                           |                      |                                      |                                  |                           |
| 21 | 8  | Technology   | Technologia               | Terry Ingram         | Elizabeth Stewart                    | 13 grudnia 2003                  | brak danych               |
| Marshall znajduje stare karty SIM pochodzące z Laboratoriów Pearadyne. Chipy te zawierają bardzo zaawansowaną technologię szyfrowania, którą Marshall objaśnia Tylerowi. Chłopak tworzy domowe telefony komórkowe, które wkrótce zaczyna sprzedawać. Tyler grozi Marshallowi, że jeśli ten nie pomoże mu ściągać na teście semestralnym z fizyki, to „biznes” Marshalla upadnie. Chłopak pomaga Tylerowi, jednak obawiając się konsekwencji ściągania, zamierza przyznać się profesorowi Zacharemu do oszustwa. Tyler wysyła Marshallowi emotikon, przez co Marshall zaczyna mówić niezrozumiałym dla innych językiem.                                                                                     |    |              |                           |                      |                                      |                                  |                           |
| 22 | 9  | Equation     | Równanie                  | T.J. Scott           | Jeffrey Alan Schechter               | 3 stycznia 2004                  | brak danych               |
| W ramach przygotowań do olimpiady kółko naukowe ćwiczy równania fizyczne. Corrine, chcąc wypaść jak najlepiej, karci przyjaciół za nieprawidłowo napisane równania. Gdy zmienia wzory, członkowie kółka naukowego otrzymują cechy danych właściwości fizycznych – Lucas świeci jak świetlik, Josie bardzo wysoko skacze, Vaughn ma nieograniczony pęd i nie może się zatrzymać, a ciało Marshalla zaczyna parować. |    |              |                           |                      |                                      |                                  |                           |
| 23 | 10 | Hemispheres  | Półkule                   | Graeme Campbell      | Thérèse Beaupré                      | 10 stycznia 2004                 | brak danych               |
| Corrine chce wziąć udział w przesłuchaniu do zespołu Marshalla jako wokalistka. Ćwicząc śpiew przed lustrem, nieoczekiwanie przenosi się na jego drugą stronę. Po drugiej stronie lustra wszystko jest odwrotne – od liter zaczynając, po charakter uczniów kończąc (Vaughn sportowiec, po drugiej stronie lustra stał się „molem książkowym”). Nieoczekiwanie lustro rozbija się, co uniemożliwia Corrine powrót do jej wymiaru. |    |              |                           |                      |                                      |                                  |                           |
| 24 | 11 | Nutrition    | Odżywianie                | Terry Ingram         | Thérèse Beaupré, Jeff F. King        | 17 stycznia 2004                 | brak danych               |
| W szkole pojawia się nowy automat z batonami. Uczniowie stają się od nich uzależnieni i przestają normalnie się odżywiać. Batony te nie zawierają prawie żadnych kalorii, dzięki czemu pozwalają szybko schudnąć. W szczególności działa to na Vaughna, który chce zaimponować ojcu i wygrać walkę (zapasy). Vaughn staje się coraz słabszy. Josie martwi się o chłopaka i próbuje go przekonać do powrotu do normalnego trybu życia. |    |              |                           |                      |                                      |                                  |                           |
| 25 | 12 | Echolocation | Echolokacja               | Larry McLean         | Jeff F. King, Jeffrey Alan Schechter | 24 stycznia 2004                 | brak danych               |
| Josie przez ciągłe słuchanie głośnej muzyki dostaje urazu słuchu – słyszy wszystko bardzo czule, nawet z dalekich odległości. Dzięki temu podsłuchuje rozmowę Victora Pearsona, znajdującego się pod ziemią. Wraz z Vaughnem udają się tam, by poznać plany ojca chłopaka. Niespodziewanie włącza się alarm, którego bardzo wrażliwy słuch Josie nie jest w stanie wytrzymać. |    |              |                           |                      |                                      |                                  |                           |
| 26 | 13 | Stopwatch    | Stoper                    | Jeff F. King         | Jim Rapsas                           | 31 stycznia 2004                 | brak danych               |
| Josie, zajęta Vaughnem, spóźnia się i nie dociera do internatu przed rozpoczęciem ciszy nocnej. Przez przypadek odkrywa, że jej zegarek ma zdolność zatrzymywania czasu. Wykorzystuje to, by odzyskać od Victora kulę Qigong, którą Pearson zabrał jej w 1977 roku, gdy cofnęła się w czasie wraz z Vaughnem. Nieoczekiwanie Josie uszkadza zegarek, przez co nie może wrócić do normalnego czasu. Lucas odkrywa, że zegarek Josie wcale nie zatrzymuje czasu, a jedynie znacznie go spowalnia. Pomaga naprawić uszkodzony zegarek, dzięki czemu Josie wraca do rzeczywistości. Czas jednak znów się zatrzymuje – klon Josie, używając stopera, zabiera jej kulę Qigong. Josie oskarża Vaughna o kradzież. |    |              |                           |                      |                                      |                                  |                           |

## Seria 3: 2004–2005
| N/o | #  | Tytuł          | Nieoficjalny polski tytuł | Reżyseria              | Scenariusz                           | Premiera (Discovery Kids Kanada) | Premiera w Polsce (Jetix) |
| --- | -- | -------------- | ------------------------- | ---------------------- | ------------------------------------ | -------------------------------- | ------------------------- |
| 27 | 1  | Transference   | Transfer                  | Marni Banack           | Jeff F. King, Jeffrey Alan Schechter | 4 września 2004                  | 1 maja 2006               |
| Josie kłóci się z Vaughnem. Chłopak przekonuje ją, że nie ma nic wspólnego ze zniknięciem kuli. Krótko po kłótni z Vaughnem, Josie zaczyna słabnąć i tracić inteligencję. Vaughn natomiast staje się geniuszem naukowym – buduje dla ojca reaktor jądrowy (zimnej fuzji), który ma mu zastąpić straconą kulę Qigong. Chłopak „wysysa” całą energię z dziewczyny, przez co Josie nie jest w stanie normalnie funkcjonować. Lucas i Marshall niszczą reaktor, a Vaughn uświadamiając sobie, że Josie jest dla niego ważna, całuje ją, przez co dziewczyna zaczyna odzyskiwać straconą energię. Klon Josie zwraca kulę Qigong Victorowi. |    |                |                           |                        |                                      |                                  |                           |
| 28 | 2  | Nocturnal      | Nocny                     | Stefan Scaini          | Jeff F. King, Jeffrey Alan Schechter | 11 września 2004                 | brak danych               |
| Josie, chcąc udowodnić, że nie potrzebuje snu, decyduje się przez całą noc obserwować szczura w ramach szkolnego projektu. Brak snu powoduje, że dziewczyna zaczyna śnić na jawie. W jej snach pojawia się Victor Pearson i zaginiona matka Vaughna – Sara. Niebawem okazuje się, że to nie są sny, a wspomnienia Vaughna. Josie widzi w nich, jak jego matka – Sara, wręcza synowi tajemniczy wisiorek. |    |                |                           |                        |                                      |                                  |                           |
| 29 | 3  | Allure         | Powab                     | Stefan Scaini          | Thérèse Beaupré                      | 25 września 2004                 | brak danych               |
| Corrine stara się zaplanować każdy moment dnia i wyznaczyć datę każdego spotkania z Marshallem. Chłopaka zaczyna denerwować pedantyczność dziewczyny – chciałby spędzić z nią czas spontanicznie, nie planując każdego wydarzenia z wyprzedzeniem. Roślina Corrine, muchołówka, przemienia się w atrakcyjną dziewczynę Dianę, którą jest oczarowany każdy chłopak w szkole. Dziewczyna żywi się ciałami osób, na których zostawiła znamię. Na cel wyznacza sobie Marshalla. |    |                |                           |                        |                                      |                                  |                           |
| 30 | 4  | Tesseract      | Hipersześcian             | Ron Murphy             | Jeffrey Alan Schechter               | 2 października 2004              | brak danych               |
| Lucas, chcąc szpiegować Victora, decyduje się zostać w internacie na długi weekend. Podczas gdy inni uczniowie opuszczają szkołę, chłopak znajduje tajemnicze urządzenie w gabinecie profesora Middletona. Po uruchomieniu go, szkoła zaczyna składać się w hipersześcian. Lucas dowiaduje się, co stało się z zaginionym profesorem Middletonem, a także zdobywa informacje o Vaughnie. |    |                |                           |                        |                                      |                                  |                           |
| 31 | 5  | Camouflage     | Kamuflaż                  | Sheri Elwood           | Thérèse Beaupré                      | 9 października 2004              | brak danych               |
| Tyler Jessop podsłuchuje rozmowę kółka naukowego na temat Czarnej Dziury. Chłopak, niczym kameleon, zyskuje możliwość dopasowywania się do tła otoczenia, a także przybierania kształtów dowolnej osoby. Pod postacią Vaughna, Josie, Corrine i innych członków kółka naukowego, próbuje dowiedzieć się więcej o Czarnej Dziurze i podróżach w czasie. |    |                |                           |                        |                                      |                                  |                           |
| 32 | 6  | Nanotechnology | Nanotechnologia           | Jeff F. King           | Amy Jacobson                         | 30 października 2004             | brak danych               |
| Josie przez przypadek połyka mikroskopijnych rozmiarów kamerę, której używała do szpiegowania Tylera. Gdy bateria w kamerze wyczerpie się, wróci ona do normalnych rozmiarów – w środku organizmu Josie. Kółko naukowe musi wydostać kamerę z wnętrza dziewczyny, zanim ta wróci do normalnej wielkości. Przyjaciele odkrywają bardzo interesujący fakt o Tylerze, który opuszcza szkołę, dostając stypendium instytutu Avenira. |    |                |                           |                        |                                      |                                  |                           |
| 33 | 7  | Vision         | Wizja                     | Mitchell T. Ness       | Kevin Lund                           | 4 grudnia 2004                   | brak danych               |
| Lucas, zmęczony złą passą w grze kiery, konstruuje okulary, które pozwolą mu wygrać z przyjaciółmi. Wkrótce okazuje się, że okulary mają zdolność widzenia przez ściany. Lucas, wykorzystując nabytą zdolność, chce udowodnić kółku naukowemu, że Vaughn nie jest z nimi szczery. W tym celu udaje się do rezydencji Victora Pearsona. |    |                |                           |                        |                                      |                                  |                           |
| 34 | 8  | Hologram       | Hologram                  | Terry Ingram           | Kevin May, Jeffrey Alan Schechter    | 11 grudnia 2004                  | brak danych               |
| Za pomocą tunelu, do szkoły Blake Holsey High, zostaje wysłana tajemnicza przesyłka pochodząca z przyszłości. Tylko Josie i Vaughn są w stanie ją otworzyć, gdyż genetycznie nie pochodzą „z tego świata”. Gdy udaje im się rozbroić mechanizm, otrzymują hologram od Sary Lynch (matki Vaughna, która zaginęła po wypadku w Pearadyne w 1987 roku). Sara prosi o wisiorek, który dała Victorowi na przechowanie dla Vaughna. Josie jest sceptycznie nastawiona do pomysłu oddania kobiecie talizmanu – nie mają pewności, że to naprawdę ona się z nimi komunikuje. |    |                |                           |                        |                                      |                                  |                           |
| 35 | 9  | Probability    | Prawdopodobieństwo        | Mitchell T. Ness       | Jennifer Kennedy, Jeff F. King       | 8 stycznia 2005                  | brak danych               |
| Marshall pisze artykuł do gazetki szkolnej. Chcąc szybko wykonać zadanie, decyduje się zamieścić tam horoskop. Nieoczekiwanie wykres krzywej Gaussa zmienia się, a wróżby chłopaka zaczynają się spełniać. Corrine ma okropny dzień, Josie czeka niespodziewana wycieczka, a ojciec Lucasa wygrywa dużą nagrodę w zawodach łowieckich. Marshall, popełniając literówkę, wywróżył śmierć jednego z członków kółka naukowego, co powoduje serię nieprzewidzianych wypadków. |    |                |                           |                        |                                      |                                  |                           |
| 36 | 10 | Chirality      | Chiralność                | Stacey Stewart Curtis  | Thérèse Beaupré                      | 15 stycznia 2005                 | brak danych               |
| Josie nie uczęszcza na lekcje i wagaruje. Surowej dyrektor Durst nie podoba się sposób kształcenia młodzieży przez profesora Zacharego. Nieoczekiwanie, Durst i profesor Zachary zamieniają się osobowościami. Do tej pory wyrozumiały i przyjacielski profesor staje się bardzo surowym i wyjątkowo wymagającym wobec uczniów i „rozdaje” zawieszenia, nawet za najmniejsze wykroczenia. Tymczasem dyrektor Durst staje się ulubienicą uczniów i wkrótce zostaje zwolniona przez profesora Zacharego. Profesor wyrzuca Josie ze szkoły. Kółko naukowe musi przywrócić wszystko do porządku. Vaughn i Josie odkrywają, że mogą być jedynymi ludźmi na Ziemi, których DNA jest lewoskrętne (DNA każdego człowieka „skręca” w prawo). |    |                |                           |                        |                                      |                                  |                           |
| 37 | 11 | Friction       | Spór                      | Graeme Campbell        | Jeff F. King, Jeffrey Alan Schechter | 22 stycznia 2005                 | brak danych               |
| Vaughn, przeglądając zdjęcia z wybuchu w Pearadyne z 1987 roku odkrywa, że na jednym z nich znajduje się Corrine rozmawiająca z jego mamą – Sarą. Corrine zaprzecza, że kiedykolwiek zamieniła z nią słowo. Podczas eksperymentu na lekcji fizyki, Vaughn i Corrine „przyklejają się” do siebie, podobnie jak metalowe bloki, których nie można rozdzielić. Nie podoba się to Marshallowi i Josie, którzy są zazdrośni o swoje drugie połówki. Gdy kółko naukowe próbuje znaleźć sposób, by ich rozdzielić, Corrine i Vaughn udają się do podziemi Pearadyne. Dziewczyna przypomina sobie, co tak naprawdę wydarzyło się 4 października 1987 roku. |    |                |                           |                        |                                      |                                  |                           |
| 38 | 12 | Past           | Przeszłość                | Jeffrey Alan Schechter | Jeffrey Alan Schechter               | 19 marca 2005                    | brak danych               |
| Josie obawia się, że Vaughn bez niczyjej zgody wejdzie do tunelu, by porozmawiać ze swoją rzekomo zmarłą matką. Niebawem czujnik grawitacji Lucasa wykazuje, że w gabinecie profesora Middletona wytworzył się wir. Josie, myśląc że Vaughn wpadł do tunelu, rusza za nim. Przenosi się do 4 października 1879, pierwszego dnia funkcjonowania szkoły, która jest zarządzana przez Jacka Avenira. Vaughn, Corrine, Lucas i Marshall ruszają przyjaciółce na pomoc. W otwarciu tunelu czasoprzestrzennego pomaga im Blake Holsey, syn architekta szkoły. Przyjaciele wracają do teraźniejszości, ale nie ma z nimi Vaughna. |    |                |                           |                        |                                      |                                  |                           |
| 39 | 13 | Inquiry        | Dochodzenie               | Jeff F. King           | Jim Rapsas                           | 26 marca 2005                    | brak danych               |
| Kontynuacja poprzedniego odcinka. Josie wchodzi do tunelu, by znaleźć Vaughna. Przenosi się do 11 kwietnia 1977 roku i spotyka tam woźnego, który natychmiast każe jej wracać do teraźniejszości i nie mieszać się w bieg zdarzeń. Tymczasem koło naukowe łączy się w wysiłku, by dowiedzieć się więcej o Czarnej Dziurze. Josie znajduje Vaughna i wraz z nim przechodzi przez tunel. Wszyscy wspólnie ustalają, że do czasu wyjaśnienia wszystkich wątpliwości nikt nie będzie korzystał z tunelu. Dziewczyna, tuż po rozmowie z Victorem, uznaje że jest odpowiedzialna za wszystkie zdarzenia w Blake Holsey High. Łamie obietnicę złożoną przyjaciołom i korzystając z tunelu, przenosi się do 4 października 1987 roku. Zabiera Victorowi i Sarze kulę Qigong, zapobiegając wypadkowi Laboratoriów Pearadyne. Sama przechodzi przez otwarty tunel. Zostaje uwięziona w innej linii czasowej – jest jedynym mieszkańcem wymiaru, który niezamierzenie stworzyła. Wokół niej panuje pustka, szkoła Blake Holsey High została zniszczona, podróże w czasie nie istnieją, a dziewczyna nie ma możliwości powrotu do swojego wymiaru. |    |                |                           |                        |                                      |                                  |                           |

## Seria 4: 2006
| N/o | # | Tytuł                | Nieoficjalny polski tytuł | Reżyseria    | Scenariusz | Premiera (Discovery Kids Kanada) | Premiera w Polsce (Jetix) |
| --- | - | -------------------- | ------------------------- | ------------ | ---------- | -------------------------------- | ------------------------- |
| 40 | 1 | Conclusions (Part 1) | Podsumowanie (Część 1)    | Jeff F. King | Jim Rapsas | 28 stycznia 2006                 | 8 października 2006       |
| Kontynuacja poprzedniego odcinka. Mija rok od tajemniczego zaginięcia Josie. Nikt nie wie co się z nią stało, ani gdzie się znajduje. Rodzice, obawiając się o swoje dzieci, masowo zaczynają wypisywać uczniów z Blake Holsey High, w tym również Marshalla. Władzę nad szkołą przejął Jack Avenir, który planuje zamknąć ją tuż po zakończeniu roku szkolnego. Victor Pearson znajduje się w kompletnej ruinie, Pearadyne nie istnieje, a mężczyzna stracił nadzieję, że kiedykolwiek znajdzie zaginioną żonę Sarę. Niespodziewanie dostaje przesyłkę z przyszłości, taką samą jak niegdyś Josie i Vaughn. Klon Josie próbuje ją otworzyć, jednak szybko zostaje zdemaskowana, gdyż okazuje się, że tylko prawdziwa Josie jest w stanie otworzyć przesyłkę z przyszłości. Avenir planuje wykorzystać Vaughna do swoich celów. |   |                      |                           |              |            |                                  |                           |
| 41 | 2 | Conclusions (Part 2) | Podsumowanie (Część 2)    | Jeff F. King | Jim Rapsas | 28 stycznia 2006                 | brak danych               |
| Kontynuacja poprzedniego odcinka. Klon Josie i woźny wyjawiają Lucasowi i profesorowi Zacharemu, że Josie jest jedynym mieszkańcem alternatywnej linii czasu, którą sama niechcący stworzyła. Klon Josie decyduje się ją zastąpić w alternatywnym wymiarze, z którego nie ma powrotu. Klon Josie pojawia się w innym wymiarze i wyjaśnia dziewczynie, że Victor nie bez powodu miał dostać kulę Qigong. Mówi jej również o planach Avenira. Gdy Josie wraca do swojej teraźniejszości odkrywa, że Avenir jest jej ojcem. |   |                      |                           |              |            |                                  |                           |
| 42 | 3 | Conclusions (Part 3) | Podsumowanie (Część 3)    | Jeff F. King | Jim Rapsas | 28 stycznia 2006                 | brak danych               |
| Kontynuacja poprzedniego odcinka. Okazuje się, że to Avenir stał za wszystkimi rzeczami, które działy się w Blake Holsey High. Dziewczyna nie może poradzić sobie z nowo zdobytymi informacjami, więc udaje się do profesora Zacharego z prośbą o poradę. Przyjaciele Josie cieszą się z jej powrotu. Dziewczyna udaje się do Victora, by otworzyć urządzenie od Sary. Otrzymuje od matki Vaughna wskazówki, jak postąpić z Avenirem. Jeśli Josie zareaguje zbyt wcześnie, Avenir będzie próbował wykonać swój plan w innym wymiarze, jeśli natomiast zareaguje zbyt późno, Avenir przejmie całą moc i stanie się niepokonanym. Avenir próbuje przekonać córkę, by dołączyła do niego i razem mogli kontrolować Wszechświat. Josie jest zmuszona do konfrontacji z Vaughnem. Avenir zostaje pokonany, Sara wraca do rodziny, szkoła Blake Holsey High zostaje zamknięta, a tunel zniszczony. Z powodu wtrącania się w przebieg zdarzeń, woźny nie może wrócić do swojego czasu. |   |                      |                           |              |            |                                  |                           |